# Eugène Rimbault
Pour les articles homonymes, voir Rimbault.
Eugène Alexandre Rimbault, né à Montlieu-la-Garde (Charente-Maritime) le 5 février 1862 et mort à Paris 2e le 5 décembre 1952, est un auteur-compositeur de chansons français.

## Biographie
On lui doit les paroles de près de 900 chansons sur des musiques, entre autres, de Félicien Vargues, Leopold Wenzel, Henri Christiné, Lucien Delormel, Léopold Gangloff, Émile Spencer, etc. Ses chansons ont eu pour interprètes Fernandel, Polin, Albert Caudieux, Esther Lekain, Yvette Guilbert ...
Son titre le plus connu reste L'Anatomie du conscrit. Nous avons levé le pied apparait en 1939 dans le film La Règle du jeu de Jean Renoir.